# Paranoid & Sunburnt
Paranoid & Sunburnt è il primo album in studio del gruppo musicale britannico Skunk Anansie, pubblicato il 21 settembre 1995 dalla One Little Indian.

## Il disco
L'album è stato registrato con l'allora batterista, Robbie France, che non appare nella copertina dell'album. L'album, che contiene molte canzoni di protesta principalmente riguardo alla politica e alla religione, ha debuttato alla posizione 8° nel Regno Unito.
Il disco è stato ripubblicato nel 2005 insieme ad un DVD contenente i video dei singoli estratti, come Weak, che poi è stata usata come sigla di Sipario del TG4.

## Tracce
1. Selling Jesus – 3:45
2. Intellectualise My Blackness – 3:45
3. I Can Dream – 3:51
4. Little Baby Swastikkka – 4:04
5. All in the Name of Pity – 3:23
6. Charity – 4:33
7. It Takes Blood & Guts to Be This Cool But I'm Still Just a Cliche – 4:12
8. Weak – 3:34
9. And Here I Stand – 5:14
10. 100 Ways to Be a Good Girl – 3:58
11. Rise Up – 4:05

## Formazione
- Skin – voce
- Ace – chitarra
- Cass Lewis – basso
- Robbie France – batteria